# Simon Pelgrom
Simon Pelgrom ('s-Hertogenbosch, 1507 - aldaar, 1572) was een 16e-eeuwse Brabantse abt en geschiedschrijver. Hij stamde uit een in de 15e en 16e eeuw aanzienlijk Bosch geslacht.
Simon Pelgrom was een zoon van Herman (gestorven 10 mei 1540) en Christina van Dort. Hij volgde in zijn geboortestad de toen zeer hoog aangeschreven Latijnse school, waar hij onder andere les kreeg van Macropedius.
Pelgrom werd in 1539, na het overlijden van zijn voorganger, Jacobus Donck, prior van het de "Hemelsche Poort" (Porta Coeli) genaamde klooster der Wilhelmieten (ook Baseldonk genoemd naar Wynandus van Basel)  te 's-Hertogenbosch en in 1557 provinciaal van deze orde in de gehele Nederlanden. In 1542 werden de kloostergebouwen van de "Hemelsche Poort" gesloopt uit vrees voor Maarten van Rossum en nieuw opgebouwd op de Windmolenberg.
De kennis van zijn geschiedkundige werk, "Descriptio Originis Urbis Silvaeducensis", is tot ons gekomen door Jacob van Oudenhoven. Dit werk is van belang omdat Pelgrom een beroep kon doen op het later verloren gegane archief van zijn eigen klooster, Baseldonk. Dit ging terug tot begin dertiende eeuw, maar ging tijdens de beeldenstorm en de Tachtigjarige Oorlog verloren.

## Werken
- (la)  Synonymorum Sylva, in usum quorum qui compositioni student epistolarum congesta, Nederlands-Latijns schoolwoordenboek
- (la)  Descriptio Originis Urbis Silvaeducensis (1540) (Oorspronck van 's Hertogenbosch) (vertaald door Jacob van Oudenhoven) (1629)

## Externe bron
- Simon Pelgrom bij DBNL[dode link]
- Simon Pelgrom op Nieuw Nederlandsch Biografisch Woordenboek (NNBW)
- W. Heijting Profijtelijke boekskens: boekcultuur, geloof en gewin : historische studies